# Kurt Fried
Kurt Max Fried (* 30. März 1906 in Aschersleben; † 22. März 1981 in Ulm) war ein deutscher Publizist, Kunstsammler und Verleger der Schwäbischen Donau-Zeitung.

## Leben
Kurt Fried war das Kind von Martha und Franz Friedrich Fried, Inhaber des Schuhhauses „Pallas“ in Ulm. 1912 zog die Familie nach Ulm, wo Kurt bis 1923 die Schule besuchte. Im Anschluss daran absolvierte er eine kaufmännische Lehre. 1926 volontierte er bei der Ulmer Abendpost, der Parteizeitung der DDP. 1930 wurde die Zeitung eingestellt.
Fried schrieb sich als Gasthörer an der Universität München ein und belegte zwischen 1930 und 1933 Seminare in Germanistik, Archäologie und Theaterwissenschaften. Nebenbei war er Lektor und Herausgeber in einem Verlag, dozierte an der Ulmer Volkshochschule und schrieb Theater- und Kunstkritiken.
1933 lehnte die Reichsschrifttumskammer seine Aufnahme ab, da sein Vater jüdischer Abstammung war und Fried daher nach Ansicht der Nationalsozialisten als Halbjude zu gelten hatte. Um das wirtschaftliche Überleben der Familie zu sichern, überschrieb Franz Fried das Schuhhaus Pallas im Mai 1933 seiner Ehefrau Martha. Am 30. November 1938, nachdem die Verordnung zur Ausschaltung von Juden aus dem deutschen Wirtschaftsleben in Kraft getreten war, übergab der Vater das Schuhhaus mit Hilfe des Wirtschaftstreuhänders Robert Scholl (1891–1973) an Kurt Fried. Von 1940 bis zur Schließung des Schuhhauses 1943 wegen Inanspruchnahme der Räume für kriegswichtige Zwecke arbeitete Kurt Fried im Schuhgeschäft als Geschäftsführer mit.
1937 gab Fried unter dem Namen seiner Ehefrau Elsie Gotsmann bei Gustav Kiepenheuer zwei Bücher heraus, erhielt aber daraufhin von der Gestapo offizielles Publikationsverbot. 1939/40 erhoffte er sich durch seinen freiwilligen Wehrdienst die Entlassung seines Vaters aus der Haft, wurde aber im Juli 1940 als „jüdischer Mischling“ selber entlassen. Trotz dieses „Makels“ wurde er 1943/44 zum Rüstungseinsatz eingezogen und verrichtete als Werkzeugschleifer seinen Dienst. 1944 wurde er in das Zwangsarbeiterlager Leimbach im Harz eingeliefert und verblieb dort bis zur Befreiung durch die amerikanischen Truppen 1945.
Nach seiner Rückkehr nach Ulm erhielt er gemeinsam mit Johannes Weißer und Paul Thielemann eine Zeitungslizenz und brachte die Schwäbische Donau-Zeitung heraus. Zwischen 1946 und 1948 veröffentlichte er weitere eigene Bücher. Zeitgleich war er von 1945 bis 1950 Kulturbeauftragter der Stadt Ulm.
Von 1954 bis 1960 arbeitete er als Chefredakteur in seiner Zeitung und anschließend bis zu seinem Tode als Leiter der Kulturredaktion mit den Schwerpunkten Kulturpolitik und Kritik. 1968 wurde die Zeitung in Südwest Presse umbenannt.
Der Kunstsammler Fried war ein engagierter Anhänger zeitgenössischer Kunst. So eröffnete er 1959 seine eigene Kunstgalerie, das studio f, das er bis zu seinem Tode 1981 selber leitete. 1978 vermachte er seine beachtliche Privatsammlung Kunst des 20. Jahrhunderts dem Ulmer Museum.
In dritter Ehe war Kurt Fried seit 1957 mit Inge Ruthardt verheiratet. Dieser Ehe entstammen drei Kinder: die Fernsehmoderatorin und Autorin Amelie Fried sowie zwei jüngere Söhne, Nico Fried (eigentlich: Nicolaus Florian Fried, Publizist, nach 22 Jahren bei der SZ seit August 2022 Politikchef des Stern) und Rainer Fried (Musical-Regisseur und -Produzent).
Kurt Fried ruht auf dem Hauptfriedhof Ulm.

## Ehrenamtliches Engagement
Kurt Fried war sowohl politisch als auch kulturell engagiert. So saß er von 1949 bis 1957 im Ulmer Stadtrat, zunächst als Abgeordneter der Demokratischen Volkspartei, in deren Vorstand er 1949 auch Mitglied war, und ab 1953, nach seinem Austritt, für die Freie Wählergemeinschaft.
Er war Mitglied in Vorständen, Komitees und Beiräten verschiedener kultureller Einrichtungen:
- Mitglied des Kuratoriums der Ulmer Volkshochschule und des Münsterbau-Komitees (1949)
- Kunstverein Ulm (Vorsitzender, 1952–1959)
- Kulturinitiative Gesellschaft 1950 e. V. (Vorstandsmitglied 1960–1972)
- Arbeitskreis Universität Ulm (1960–1967)
- Beirat der Universitätsgesellschaft (1960–1981)
- Vorstandsmitglied der Gemeinschaft für den Neubau des Ulmer Theaters (1963)

Für seine Verdienste um die Kunst und Kultur in Ulm wurde ihm 1976 die Bürgermedaille der Stadt verliehen.

## Werke

### Autorschaft
- Ulmer Volkshochschule. Graphische Kunstanstalt, Ulm 1946
- Wörterbuch Deutsch–Englisch / Englisch–Deutsch mit Aussprachebezeichnung (Bearb., mit Hedwig Frommann und Ludwig Hepperle). 2 Bände. Ebner, Ulm 1946
- Geliebte Stadt. Bilder aus dem alten Ulm. Ebner, Ulm 1946
- Von bewegenden Dingen. Beiträge und Betrachtungen. Ebner, Ulm 1947
- Über den Tag hinaus. Betrachtungen und Bemerkungen. Ebner, Ulm 1947
- Der Mauerweg. Erzählungen. Ebner, Ulm 1948

### Herausgeberschaft
- Deutsche Briefe der Liebe und Freundschaft. Kiepenheuer, Berlin 1937; 3. A. ebd. 1943
- Philipp Otto Runge: Briefe und Gedichte. Kiepenheuer, Berlin 1937